# Abtei Étival
Die Abtei Saint-Pierre d’Étival (lat. Monasterium Stivagium) in Étival-Clairefontaine im Département Vosges in Frankreich, wurde um die Mitte des 7. Jahrhunderts als Benediktinerkloster gegründet. Manche Historiker gehen auch von einer noch früheren Gründung aus. 870 gehört das Kloster mit seinem Besitz zu den Gebieten, die im Vertrag von Meerssen zum neuen Reich Ludwigs des Deutschen kamen (Regesta Imperii I., Nr. 1480). 880 wurde Étival in ein Kanonikerstift umgewandelt, das bis 1147 bestand. Dann wurde es ein Kloster der Prämonstratenser. Es wurde im Zuge der Französischen Revolution aufgelöst.
Die Klöster Étival im Westen, Senones im Osten, Saint-Dié im Süden, Bonmoutier im Norden und Moyenmoutier in der Mitte bilden das so genannte Croix Sacrée de Lorraine (das Heilige Kreuz von Lothringen) oder auch das Croix Monastique de Lorraine (das Klosterkreuz von Lothringen).

## Benediktinerkloster und Kanonikerstift
Leudinus Bodo, Sohn einer wohlhabenden Grundherrin und von 667 bis etwa 669 Bischof von Toul, gab den Anstoß zur Gründung eines Klosters im Tal der Meurthe, in der Nähe der Insel Chiarafontana (später Clairefontaine), indem er benediktinischen Mönchen dort Land schenkte, damit sie dort den Kirchenbezirk Étival („Ban d’Étival“) und ein Kloster gründen konnten. Schon vor seiner Erhebung zum Bischof von Toul hatte er um 650 das Frauenkloster Bonmoutier gestiftet. Seine Gründung Étival war anfänglich ein Doppelkloster, mit Mönchen und Nonnen.
Ein Aufruhr unter den Mönchen führte im Jahre 880 dazu, dass König Karl der Dicke das Kloster und den gesamten Bezirk um Étival seiner Frau Richardis schenkte. Sie bestellte ein Dutzend Kanoniker und einen Propst, unterstellte Étival 881 der von ihr im gleichen Jahr gegründeten Abtei Andlau im Elsass (wo sie selbst im Jahre 887 Äbtissin wurde), und wurde zur Patronin und Wohltäterin von Étival. Das Stift unterstand der Äbtissin von Andlau, die bis mindestens 1685 das Recht der Ernennung der Pröpste bzw. Äbte von Étival besaß.
Zwischen 912 und 920 wurde das Stift mehrfach durch Magyaren-Überfalle verwüstet.

## Prämonstratenserabtei
Im zweiten Viertel des 12. Jahrhunderts weigerten sich die Stiftskapitulare zunächst, sich dem neuen Orden der Prämonstratenser mit seinen strengeren Regeln anzuschließen. Dennoch lud Abt Conrad im Jahre 1147 die Prämonstratenser von Flabémont ein, nach Étival zu kommen und das Stift zu übernehmen. Die widerstrebenden Kanoniker gingen nach Autrey.

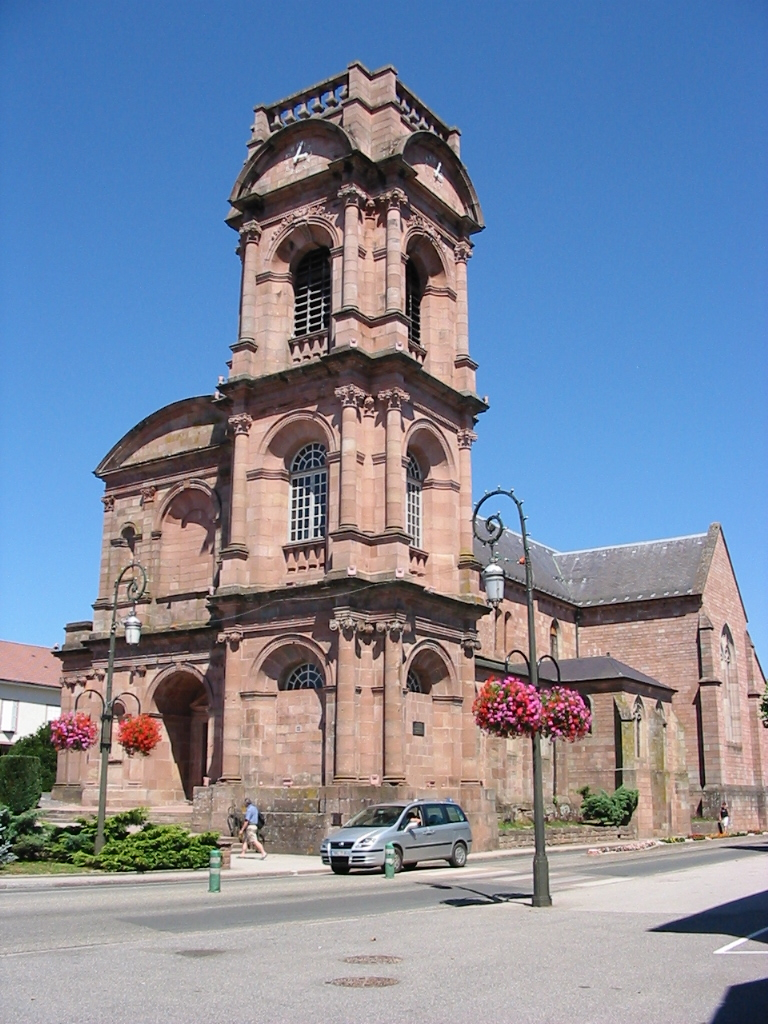
Die Abteikirche “Notre Dame”

Die Prämonstratenserchorherren begannen schon in der zweiten Hälfte des 12. Jahrhunderts mit dem Ausbau der großen und beeindruckenden Klosteranlage, die im Laufe der folgenden sechs Jahrhunderte weiter ausgebaut wurde und damit ein Zeugnis der architektonischen Entwicklung vom 12. bis zum frühen 18. Jahrhundert ablegt. Das StiftPrämonstratenser wurde mit Wehranlagen befestigt, die die umgebenden Wasserläufe mit einbezogen. Diese Anlagen wurden während der Französischen Revolution 1789 und im Zweiten Weltkrieg weitgehend zerstört. (Man kann heute jedoch im Hof der Chorherren und der ehemaligen Abtwohnung noch einen Eindruck davon erhalten.)
Im Jahre 1309 gab Herzog Theobald II. von Lothringen die hohe wie auch die niedere Gerichtsbarkeit im gesamten Bezirk Étival an die Abtei. (Der spätere Abt von Étival und Historiograph des Prämonstratenserordens, Charles Louis Hugo, behauptete 400 Jahre später, der Abtei seien quasi-bischöfliche Rechte zugestanden worden.)
Zweimal, 1569 und 1646, erlitt das Prämonstratenserkloster durch Großbrände erheblichen Schaden, wurde jedoch jeweils wieder restauriert.
Étival wurde eines der größten Klöster Lothringens und erreichte unter den Äbten Siméon Godin und Charles Louis Hugo, dem 1717 vom Generalkapitel bestellten Historiographen des Prämonstratenserordens, seine höchste Blüte. Abt Hugo erbaute den Abteipalast. Ein erbitterter Streit zwischen Abt Hugo und dem Bischof von Toul über die Exemtion des Klosters läutete das Ende dieser Glanzzeit ein. Der Konflikt wurde bis nach Rom getragen, wo Kardinalstaatssekretär Niccolò Maria Lercari die Position des Abtes unterstützte. Da der Bischof nicht nachgab, ernannte Papst Benedikt XIII. Abt Hugo am 15. Dezember 1728 zum Bischof von Ptolemais in partibus. Charles Louis Hugo starb 1739, und kein Nachfolger wurde ernannt. Stattdessen unterstellte der Bischof von Toul das Kloster im Jahre 1747 endgültig seinem Bistum.

## Auflösung
In der Folge der Französischen Revolution von 1789 wurde die Abtei aufgelöst. Im Jahre 1790 lebten in Étival noch zehn Prämonstratenserinnen und zehn Prämonstratenser, weitere acht Chorfrauen und fünf Geistliche des Ordens arbeiteten in benachbarten Pfarrgemeinden. Sie alle verließen Étival endgültig im Jahre 1792.

## Klosterkirche

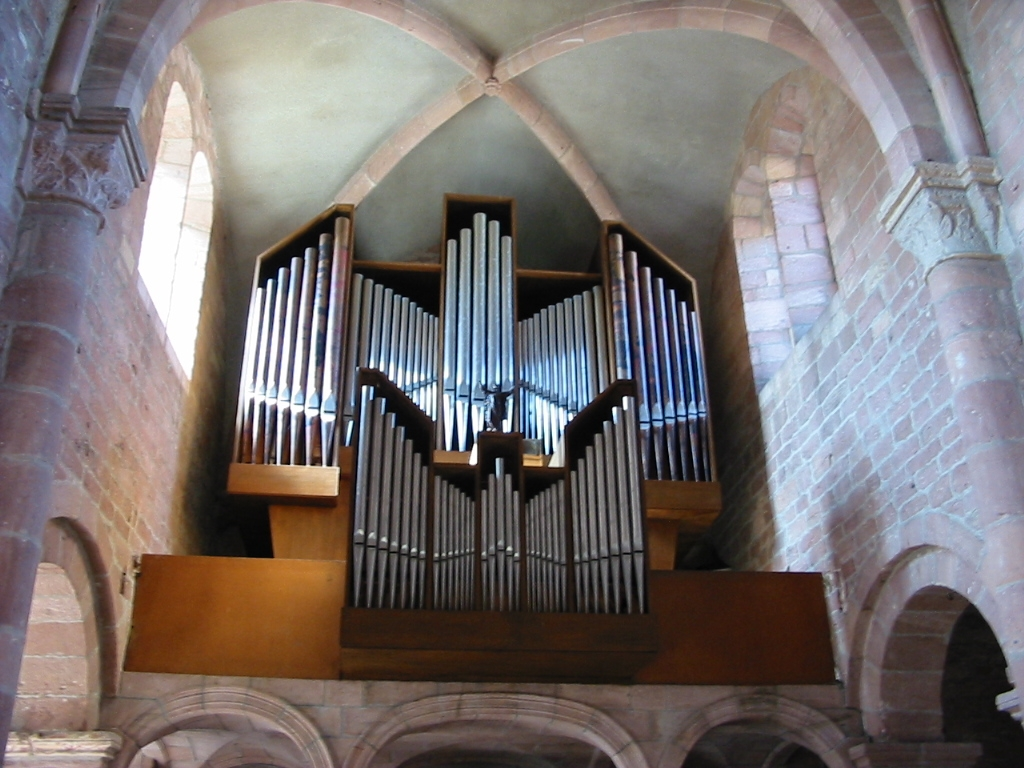
Orgel der Klosterkirche

Die dreischiffige Klosterkirche „Notre Dame“ aus rotem Buntsandstein ist ein Meisterwerk der romanischen Architektur in den Vogesen und wurde 1986 zum historischen Monument erklärt. Ihr Stil ähnelt dem der Kathedrale in Saint-Dié-des-Vosges (Sankt Didel), die ebenfalls 1944 von Deutschen zerstört wurde. Sie wurde um 1200 von den Chorherren an Stelle einer früheren Kapelle erbaut und im 16. Jahrhundert und durch gotische Bauelemente verschönert und durch den Anbau einer der hl. Richardis geweihten Kapelle erweitert. Das Portal stammt aus der Renaissance, die Fassade (nach Plänen des Prämonstratensers Nicolas Pierson, der auch Architekt der Kirche von Pont-à-Mousson war) aus der Zeit der Äbte Siméon Godin und Charles Louis Hugo zu Anfang des 18. Jahrhunderts, als auch die Nordseite umgebaut wurde. Neben der Kathedrale von Saint-Dié ist die Kirche von Étival die einzige in den Vogesen mit einer monumentalen Fassade aus dem 18. Jahrhundert.
Deutsche Besatzungssoldaten sprengten die Kirche am Abend des 9. November 1944. Sie wurde in den 1950er Jahren schrittweise wiederhergestellt. Dabei verlor sie etwas von ihrer ursprünglichen Majestät, da man den Turm nicht mehr an seiner alten Stelle aufbauen konnte, sondern ihn an die andere Seite der Westfront stellen und ein Stockwerk weglassen musste.
Die Kirche ist an Sonntagen von 14 bis 17 Uhr, an allen anderen Tagen von 10 bis 17 Uhr für Besucher geöffnet.

## Liste der Prämonstratenseräbte von Étival
- Gilbert (1146–1150)
- Hugo I. (1150–1158)
- Ramband (?-April 1168)
- Gautier (oder Valterus) (1168–1176 oder 1177)
- Garnier (1176 oder 1177–?)
- Géraldus (?–?)
- Hamandus (?–?)
- Albert (?–?)
- Nicolas (?–?)
- Vidric (?–?)
- Hugo II. (–1222)
- Etienne (?–?)
- Richier (?–?)
- Lisiard (?–?)
- Thierry (?–?)
- Philippe (?–?)
- Gérard de Ville (1289–1310)
- Simon (1310–1312?)
- Gérard de Ville (1313–1328)
- Dominique de Rambervillers (1328–1337)
- Albert de Onville (1337–1337)
- Thierry de Moulin (1337/38–1341)
- Pierre I. (1341 – 15. Januar 1356)
- Dominique de Nancy (1356–1387/88)
- Vuillaume de Malhoste de Lunéville (1388?–1421)
- Dominique de Midrevaux (1421–1450)
- Gérard d’Essey (1450 – 18. Februar 1481)
- Pierre de Corcieux (1481 – 4. März 1485)
- François Fagnozel (Fagnosel, Fagnosey) (1485 – 15. April 1515)
- Jean Féal (1515 – 13. November 1516)
- Didier Banviet (1516–1544)
- Jean Banviet (1544–1554)
- Antoine Nicolas Saffrois (3. Februar 1554–11. Februar 1554)
- Jean de Maisières (1554 – 11. Mai 1581)
- Antoine Doridant (1581–1609)
- Didier Frouard (1609 – 24. Mai 1617)
- Jean Frouard (1619–1655)
- Hilarion Rampant (1655 – 12. März 1663)
- Epiphane Louis (1663 – 23. September 1682)
- Siméon Godin (1682 – 4. Oktober 1721)
- Charles Louis Hugo (1722 – 2. August 1739)